# Liste von Kunstwerken im Petersdom

Grundriss des Petersdoms

Die folgende Liste zählt Kunstwerke und Ausstattungsstücke auf, die sich im Petersdom befinden. Die Nummerierung entspricht der des Grundrisses und zeigt somit den Standort des Artefaktes an. Da Altarbilder in der Basilika zum größten Teil durch Mosaikkopien oder Neuschöpfungen in Mosaik ersetzt wurden, wird zu einem solchen Werk die Person genannt, die entweder den Entwurf oder das Vorbild für das Mosaik schuf; sonst bezieht sich der Name auf den ausführenden Künstler. Die Jahreszahlen geben die Zeitspanne der Anfertigung des Kunstwerks wieder. Wird nur eine Jahreszahl genannt, verweist diese auf das Jahr der Vollendung.

## Portikus
- 1. Mosaik der Navicella, nach Giotto di Bondone (1674)
- 2. Reiterstandbild Kaiser Karls des Großen von Agostino Carracci (1725)
- 3. Todesportal von Giacomo Manzù (1961–1964)
- 4. Portal des Guten und Bösen von Luciano Minguzzi (1977)
- 5. Portal des Filarete von Filarete (1433 [oder 1439]–1445)
- 6. Portal der Sakramente von Venanzo Crocetti (1965)
- 7. Heilige Pforte des Petersdoms von Vico Consorti (1950)
- 8. Reiterstandbild Kaiser Konstantins des Großen von Gian Lorenzo Bernini (1670), daran anschließend die Scala Regia

## Nördliches Seitenschiff
- 9. Kapelle der Pietà, darin:

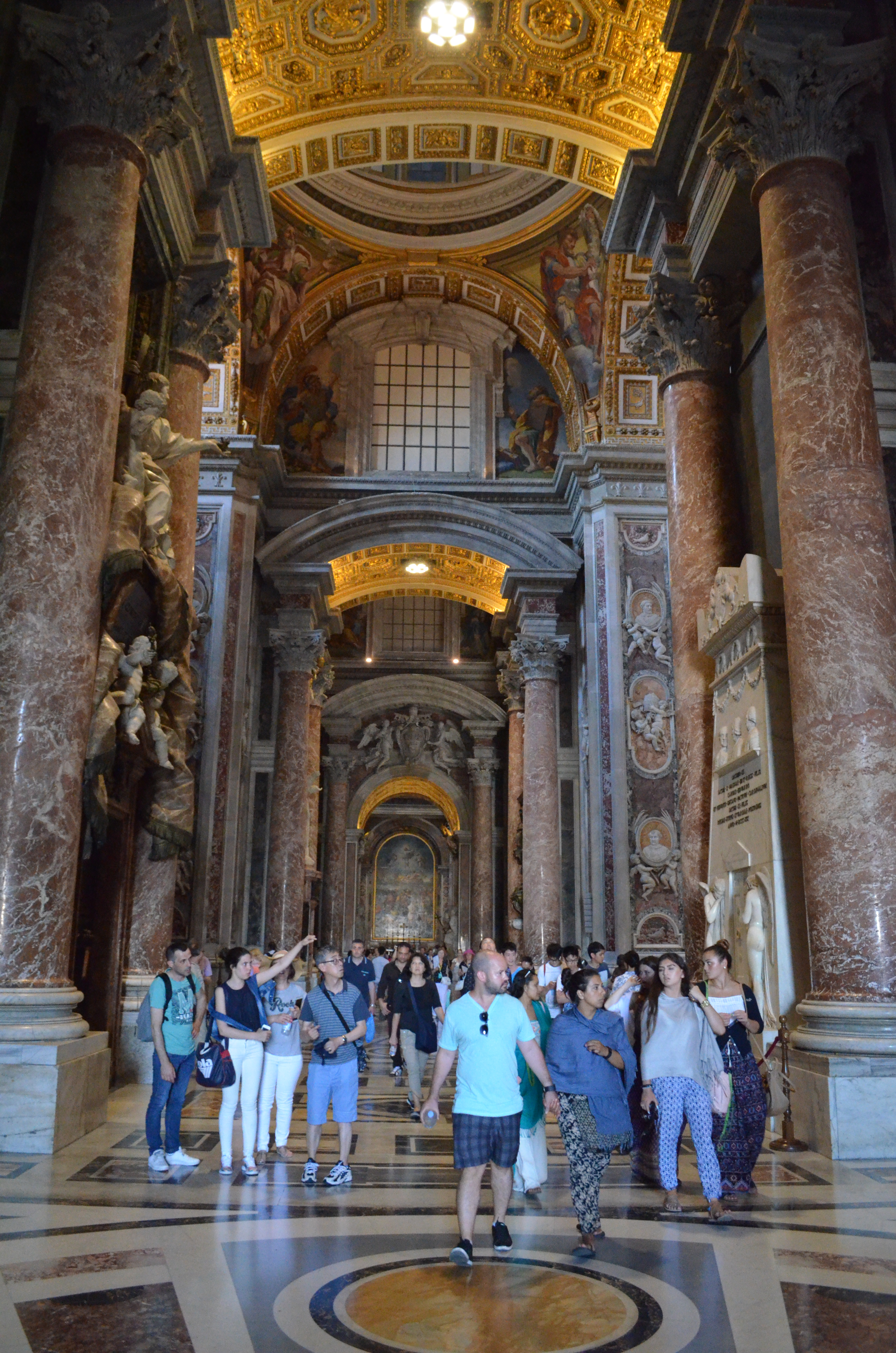
Blick durch das südliche Seitenschiff gen Westen

  - Römische Pietà von Michelangelo (1492–1499)
- 10. Monument für Christine von Schweden von Carlo Fontana (1700)
- 11. Monument für Papst Leo XII. von Giuseppe de Fabris (1836)
- Kapelle des hl. Sebastian, darin:
  - 12. Monument für Papst Pius XI. von Francesco Nagni (1964)
  - 13. Altar des hl. Sebastian mit Altarbild nach Domenichino (1736); im Altartisch das Grab von Papst Johannes Paul II.
  - 14. Monument für Papst Pius XII. von Francesco Messina (1964)
- 15. Monument für Mathilde von Tuszien von Gian Lorenzo Bernini (1635)
- 16. Monument für Papst Innozenz XII. von Filippo della Valle (1746)
- 17. Sakramentskapelle, darin:
  - ein Tabernakel von Gian Lorenzo Bernini (1674)
  - Altarbild der heiligen Dreifaltigkeit von Pietro da Cortona (1628–1632)
- 18. Monument für Papst Gregor XIII. von Camillo Rusconi (1723)
- 19. Monument für Papst Gregor XIV. von Prospero da Brescia (1591)

## Cappella Gregoriana
- 20. Altar des hl. Hieronymus mit Altarbild der letzten Kommunion des hl. Hieronymus nach Domenico Zampieri (1730–1732); im Altartisch das Grab von Papst Johannes XXIII.
- 22. Monument für Papst Gregor XVI. von Luigi Amici (1854)
- 23. Altar der Madonna dei Soccorso (Mutter der immerwährenden Hilfe) (1578) mit einem Mariengnadenbild (frühes 12. Jh.); im Altartisch das Grab des hl. Gregor von Nazianz.
- 24. Monument für Papst Benedikt XIV.
- 25. Altar des hl. Blasius mit Altarbild der Blasiusmesse nach Pierre Subleyras (1741–1751); im Altartisch das Grab des hl. Josaphat Kunzewitsch

## Nördlicher Kreuzarm
- 26. Figuren von Ordensgründern:
  - Unten: Hieronymus Ämiliani
  - Oben: Johanna Antida Thouret
- 27. Altar des hl. Wenzel mit Altarbild des Martyriums nach Angelo Caroselli (1739–1743)
- 28. Altar der hll. Processus und Martinianus mit Altarbild des Martyriums der hll. Processus und Martinianus nach Valentin de Boulogne (1709–1711); im Altartisch das Grab der beiden Altarpatrone
- 29. Altar des hl. Erasmus mit Altarbild des hl. Erasmus nach Nicolas Poussin (1737–1739)
- 30. Figuren von Ordensgründern:
  - Unten: José Calasanz
  - Oben: Bonfiglio Monaldi

## Kapelle der hll. Erzengel Michael und Petronilla
- 31. Monument für Papst Clemens XIII. von Antonio Canova (1792)
- 32. Altar der Navicella mit Altarbild nach Giovanni Lanfranco (1720–1727)
- 33. Altar des hl. Erzengels Michael mit Altarbild nach Guido Reni (1756–1759)
- 34. Altar der hl. Petronilla mit Altarbild nach Giovanni Francesco Barbieri (1725–1730)
- 35. Monument für Papst Clemens X.
- 36. Altar der Auferweckung der Tabitha mit Altarbild nach Placido Constanzi (1758–1760)

## Westlicher Kreuzarm
- 37. Figuren von Ordensgründern:
  - Unten: Dominikus
  - Oben: Franz von Carácciolo

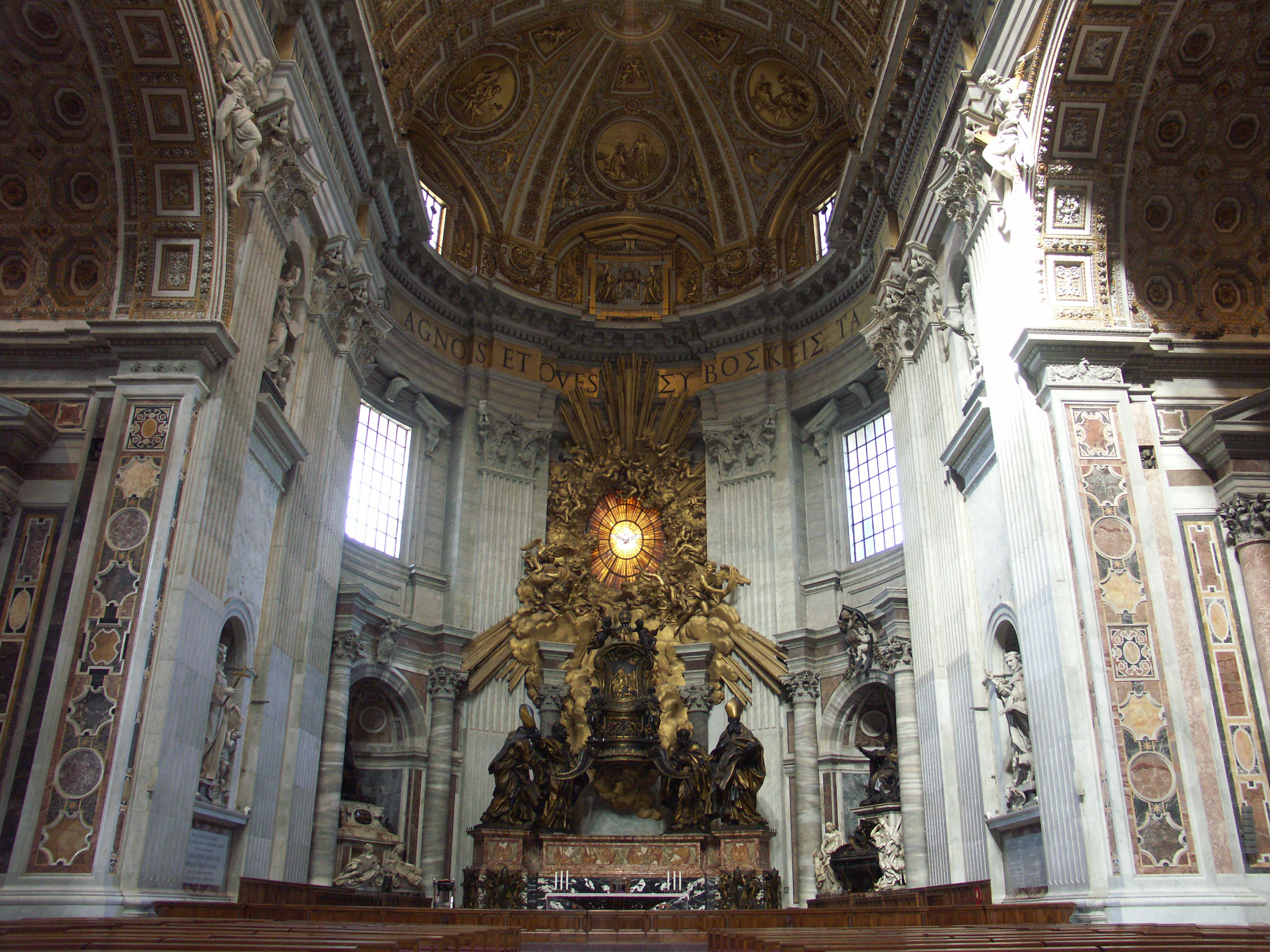
Blick in den westlichen Kreuzarm

- 38. Monument für Papst Urban VIII. von Gian Lorenzo Bernini (1623–1644)
- 39. Altar der Cathedra Petri von Gian Lorenzo Bernini (1657–1666)
- 40. Monument für Papst Paul III. von Guglielmo della Porta (1549)
- 41. Figuren von Ordensgründern:
  - Unten: Franz von Assisi
  - Oben: Alfonso Maria de Liguori

## Kapelle der Madonna von der Säule
- 42. Monument für Papst Alexander VIII. von Carlo Arrigio Conte di San Martino
- 43. Altar der Heilung Kranker durch Petrus mit Altarbild der Heilung eines Gelähmten vorm Jerusalemer Tempel nach Francesco Mancini (1751–1758)
- 44. Grabplatte von Papst Leo XII.
- 45. Altar des hl. Papstes Leo I. mit Marmorrelief der Begegnung zwischen Leo dem Großen und dem Hunnenkönig Attila von Alessandro Algardi (1648); im Altartisch das Grab des Altarpatrons
- 46. Altar der Madonna von der Säule (Madonna della Colonna) von Giacomo della Porta (1607) mit einem Marienbild (14. Jh.); im Altartisch die Gräber der Päpste Leo II., Leo III. und Leo IV.
- 47. Monument für Papst Alexander VII. von Gian Lorenzo Bernini (1672)
- 48. Herz-Jesu-Altar mit Altarbild der Herz-Jesu-Erscheinung der hl. Margareta Maria Alacoque von Carlo Muccioli (1920–1925)

## Südlicher Kreuzarm
- 49. Figuren von Ordensgründern:
  - Unten: Norbert von Xanten
  - Oben: Wilhelm von Vercelli
- 50. Altar des hl. Thomas mit Altarbild von Vincenzo Camuccini (1806–1822); im Altartisch das Grab von Papst Bonifatius IV.
- 51. Altar des hl. Josef mit Altarbild von Achille Funi (1962–1963); im Altartisch die Gräber der Apostel Simon und Judas Thaddäus
- 52. Altar der Kreuzigung des hl. Petrus mit Altarbild von Guido Reni (1779); im Altartisch das Grab von Papst Leo IX.
- 53. Figuren von Ordensgründern:
  - Unten: Petrus Nolascus
  - Oben: Luise von Marillac

## Cappella Clementina
- 54. Monument für Papst Pius VIII. von Pietro Tenerani (1866)
- 55. Altar der Lüge mit Altarbild des Todes von Hananias und Saphira nach Cristoforo Roncalli (1721–1728)
- 56. Altar des hl. Gregors des Großen mit Altarbild der Gregorsmesse nach Andrea Sacchi (1770–1772); im Altartisch des Grab des Altarpatrons
- 57. Monument für Papst Pius VII. von Bertel Thorvaldsen (1840)
- 59. Altar der Verklärung Christi mit Mosaikkopie der Transfiguration von Raffael (1734–1768); im Altartisch das Grab von Papst Innozenz XI.

## Südliches Seitenschiff

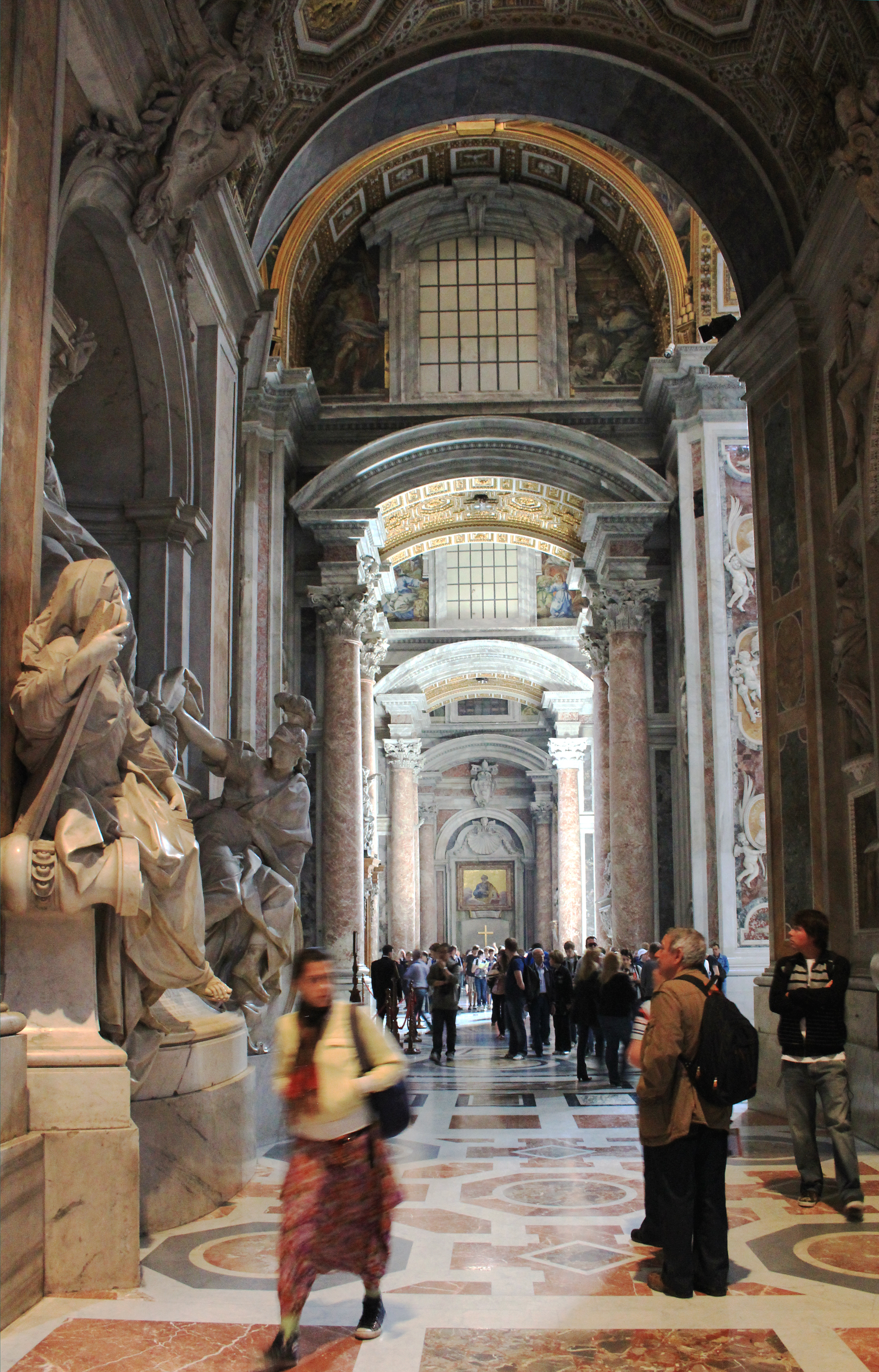
Blick durch das nördliche Seitenschiff in Richtung Osten

- 60. Monument für Papst Leo XI. von Alessandro Algardi
- 61. Monument für Papst Innozenz XI. von Pierre-Étienne Monnot
- 63. Chorkapelle, darin:
  - 62. Altarbild der Maria Immaculata nach Giovanni Francesco Romanelli (1740–1745)
  - Chorgestühl von Gian Lorenzo Bernini
- 64. Monument für Papst Pius X. von Enrico Astorri (1923)
- 65. Monument für Papst Innozenz VIII. von Antonio und Piero del Pollaiuolo (1498)
- Kapelle des Tempelgangs, darin
  - 66. Monument für Johannes XXIII. von Emilio Greco (1970)
  - 67. Altar des Tempelgangs Mariens mit Altarbild nach Giovanni Francesco Romanelli (1726–1728); im Altartisch das Grab von Papst Pius X.
  - 68. Monument für Papst Benedikt XV. von Pietro Canonica (1928)
- 69. Monument für Maria Clementina Sobieska von Filippo Barigioni (1745)
- 70. Monument für James Francis Edward Stuart und seine Söhne von Antonio Canova (1829)
- 71. Taufkapelle, darin:
  - ein Taufbecken aus Porphyr
  - Altarbild der Taufe Jesu nach Carlo Maratta (1730–1734)
  - Bild der Taufe der hll. Processus und Martinianus durch Petrus nach Giuseppe Passeri (1709–1711)
  - Bild der Taufe des Zenturio Cornelius durch Petrus nach Andrea Procaccini (1679–1711)

## Südliche Seite des Mittelschiffs
- 72. Linkes Weihwasserbecken sowie Figuren von Ordensgründern:
  - Unten: Petrus von Alcantara
  - Oben: Lucia Filippini
- 73. Figuren von Ordensgründern:
  - Unten: Kamillus von Lellis
  - Oben:Louis-Marie Grignion de Montfort
- 74. Figuren von Ordensgründern:
  - Unten: Ignatius von Loyola
  - Oben: Antonio Maria Zaccaria

## Vierung

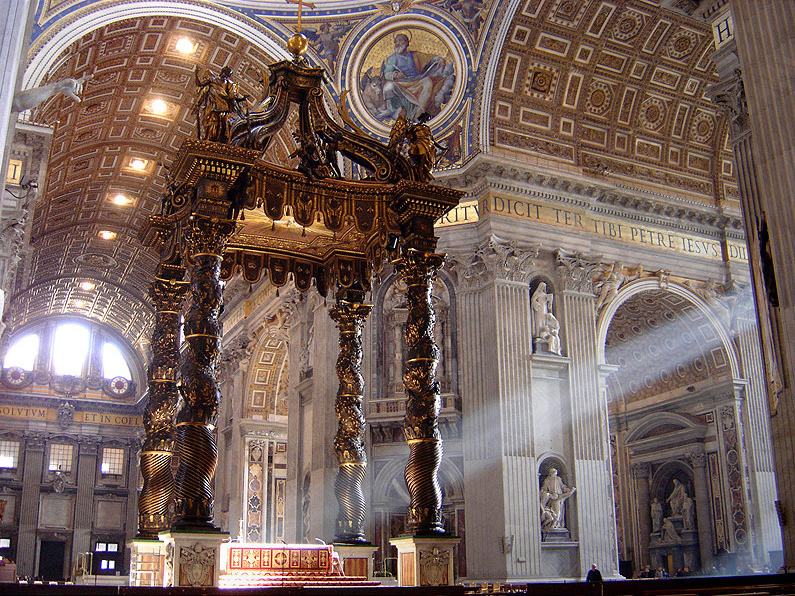
Vierung mit dem Ziborium Berninis

- 75. Figuren von Ordensgründern:
  - Unten: Franz von Paola
  - Oben: Pierre Fourier
- 76. Figur des hl. Andreas von François Duquesnoy (1640)
- 77. Figuren von Ordensgründern:
  - Unten: Johannes von Gott
  - Oben: Maria Euphrasia Pelletier
- 78. Ambo der Firma Petzuch (2011)
- 79. Figuren von Ordensgründern:
  - Unten: Juliana von Falconieri
  - Oben: Angela Merici
- 80. Figur der hl. Veronika von Francesco Mochi (1640)
- 81. Figuren von Ordensgründern:
  - Unten: Benedikt von Nursia
  - Oben: Franziska von Rom
- 82. Baldachin-Ziborium von Gian Lorenzo Bernini und Papstaltar des Petersdoms
- 83. Figuren von Ordensgründern:
  - Unten: Elija
  - Oben: Franz von Sales
- 84. Figur der hl. Helena von Andrea Bolgi (1639)
- 85. Figuren von Ordensgründern:
  - Unten: Bruno von Köln
  - Oben: Paul vom Kreuz
- 86. Figuren von Ordensgründern:
  - Unten: Kajetan von Thiene
  - Oben: Franziska Xaviera Cabrini
- 87. Confessio mit Petrusgrab und Vatikanische Grotten
- 88. Figur des hl. Longinus von Gian Lorenzo Bernini (1639)
- 89. Figur des Ordensgründers Johannes Bosco (oben)

## Nördliche Seite des Mittelschiffs

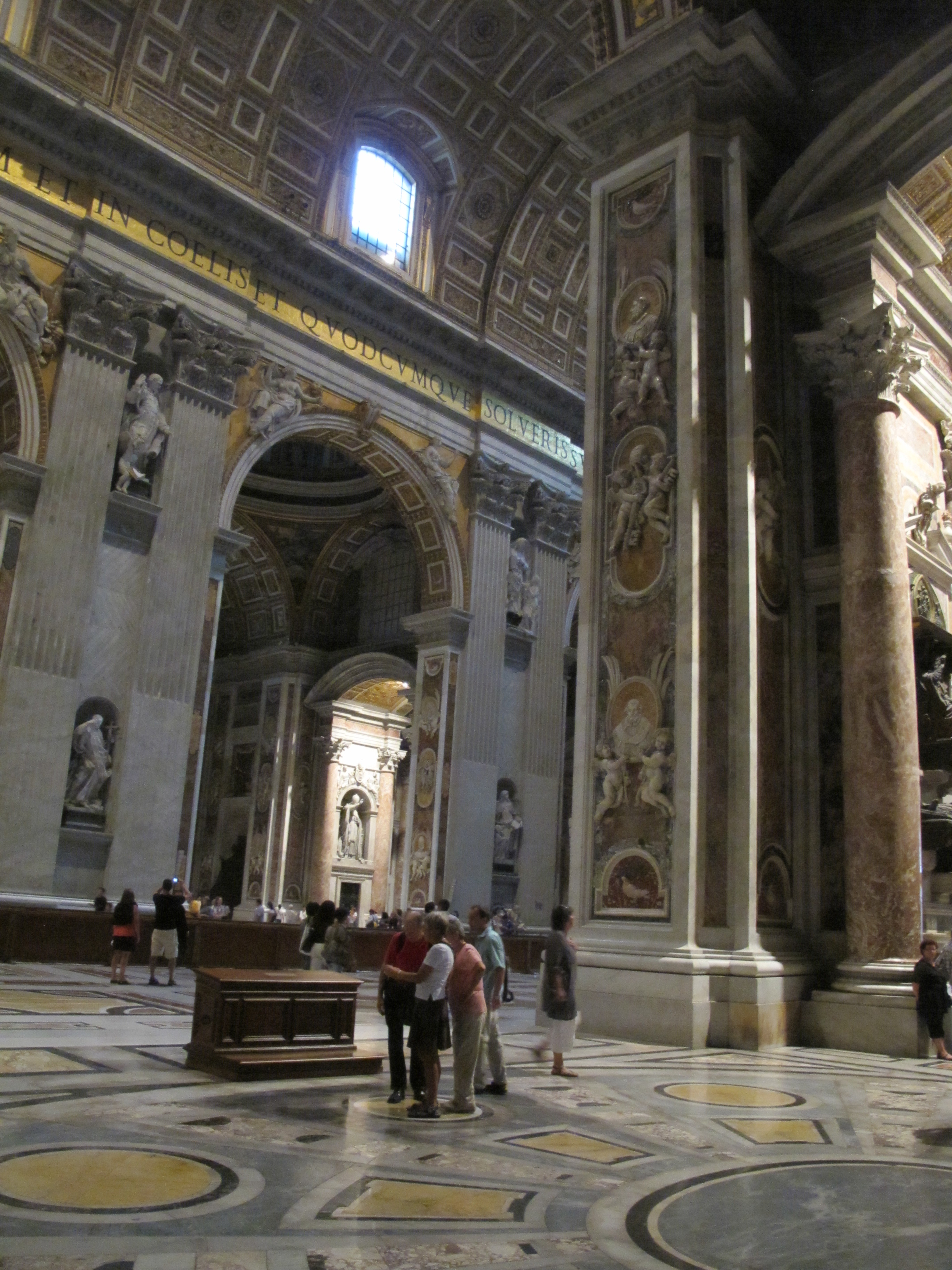
Blick in das Hauptschiff

- 90. Bronzestatue des hl. Petrus von Arnolfo di Cambio (13. Jh.)
- 91. Figuren von Ordensgründern:
  - Unten: Philipp Neri
  - Oben: Johannes Baptist de La Salle
- 92. Figuren von Ordensgründern:
  - Unten: Vinzenz von Paul
  - Oben: Johannes Eudes
- 93. Figuren von Ordensgründern:
  - Unten: Teresa von Ávila
  - Oben: Sophie Barat